# كيم كاميرون
كيم كاميرون (بالإنجليزية: Kim Cameron)‏ هي مغنية أمريكية، ولدت في 28 نوفمبر 1966 في يو كلير في الولايات المتحدة.

## وصلات خارجية
- الموقع الرسمي
- كيم كاميرون على موقع ميوزك برينز (الإنجليزية)